# Izolinie

Partea de jos a diagramei reprezintă niște izolinii, iar o linie dreaptă taie locația valorii maxime. Linia curbă din vârf reprezintă valorile de-a lungul liniei drepte.

Izolinie  se numește linia care unește puncte cu aceeași valoare a unei mărimi oarecare. Astfel, izolinia care unește puncte cu aceeași altitudine se numește izohipsă. Izolinia care unește puncte cu aceeași concentrație (mg/l) de ioni de Cl sau SO4 se numește izoclorină sau izosulfată. Exemple de izolinii folosite în topografie și cartografie sunt izohietele și izotermele.
Izoliniile reprezintă contururi precise, care unesc puncte cu aceeași valoare a unui parametru oarecare. Parametrii pot fi foarte diverși, cei mai importanți fiind altitudinea, adâncimea, temperatura aerului, presiunea aerului, umiditatea aerului, densitatea aerului, cantitatea de precipitații și valoarea nebulozității.

## Tipuri
Există mai multe tipuri de izolinii, majoritatea lor fiind folosite în geografie, meteorologie și cartografie:
- izobare, reprezintă puncte cu aceeași presiune a aerului. Izobarele indică repartiția medie a valorilor presiunilor atmosferice pe un anumit teritoriu sau pe întreaga suprafață terestră într-o anumită perioadă de timp. După modul de dispunere a izobarelor rezultă ariile de înaltă presiune (anticicloni) și cele de joasă presiune (cicloni).
- izoterme, reprezintă puncte cu aceeași temperatură a aerului. Izotermele indică repartiția temperaturilor medii, minime sau maxime pe un anumit teritoriu sau pe întreg Globul pământesc într-o anumită perioadă de timp.
- izohipse, reprezintă puncte cu aceeași altitudine;
- izobate, reprezintă puncte cu aceeași adâncime;
- izohume, reprezintă puncte cu aceeași umiditate a aerului;
- izocore, reprezintă puncte cu acelasi volum a aerului;
- izopicne, reprezintă puncte cu aceeași densitate a aerului;
- izohiete, reprezintă puncte cu aceeași cantitate de precipitații;
- izonefe, reprezintă puncte cu aceeași valoare a nebulozității.